# Demòcrates Units
Demòcrates Units (en grec: Ενωμένοι Δημοκράτες, Enomeni Dimokrates) és un partit polític de Xipre d'ideologia liberal. Va ser fundat per l'ex president de Xipre George Vasiliou el 1993 amb el nom de Kinima Eleftheron Dimokraton (Moviment dels Demòcrates Lliures). Més tard es va fusionar amb ADISOK (un grup de dissidents d'AKEL) per formar els Demòcrates Units. El partit és membre del Partit dels Liberals Demòcrates i Reformistes Europeus. El seu membre al parlament, Androulla Vasiliou és membre de la Mesa del PLDRE. A les eleccions legislatives xipriotes de 2001 el partit va obtenir el 2,6% del vot popular i 1 de 56 seients. Durant el referèndum de 2004 el partit va donar suport al Pla Annan per Xipre.
El 2005, el president del partit George Vasiliou renunciar i Michalis Papapetrou va ser elegit nou president. A les eleccions legislatives xipriotes de 2006, el partit va obtenir només l'1,6% i va perdre la representació parlamentària. Després de la pèrdua de la representació parlamentària Michalis Papapetrou va expressar la voluntat de dimitir com a líder del partit. El març de 2007 el vicepresident Praxoula Antoniadou va prendre el lideratge del partit.

## Resultats electorals

### Cambra de Representants
| Any  | Líder               | Vots                    | %                       | Escons                  | Pos.                    |
| ---- | ------------------- | ----------------------- | ----------------------- | ----------------------- | ----------------------- |
| 1996 | George Vasiliou     | 13.623                  | 3,7%                    | 2 / 56                  | 5è                      |
| 2001 | George Vasiliou     | 10.635                  | 2,6%                    | 1 / 56                  | 6è                      |
| 2006 | Michalis Papapetrou | 6.567                   | 1,6%                    | 0 / 56                  | 7è                      |
| 2011 | Praxoula Antoniadou | Van donar suport a AKEL | Van donar suport a AKEL | Van donar suport a AKEL | Van donar suport a AKEL |
| 2016 | Praxoula Antoniadou | No hi van participar    | No hi van participar    | No hi van participar    | No hi van participar    |
| 2021 | Praxoula Antoniadou | No hi van participar    | No hi van participar    | No hi van participar    | No hi van participar    |

### Parlament Europeu
| Any  | Líder               | Vots                    | %                       | Escons                  | Pos.                    | Grup                    |
| ---- | ------------------- | ----------------------- | ----------------------- | ----------------------- | ----------------------- | ----------------------- |
| 2004 | George Vasiliou     | 6.534                   | 1,95%                   | 0 / 6                   | 6è                      | -                       |
| 2009 | Praxoula Antoniadou | Van donar suport a AKEL | Van donar suport a AKEL | Van donar suport a AKEL | Van donar suport a AKEL | Van donar suport a AKEL |
| 2014 | Praxoula Antoniadou | No hi van participar    | No hi van participar    | No hi van participar    | No hi van participar    | No hi van participar    |

## Presidents
- 1996-2005: George Vasiliou
- 2005-2007: Michalis Papapetrou
- 2007- : Praxoula Antoniadou